# Лари Хенкин
Лоренс Алан „Лери” Хенкин (енгл. Lawrence Alan "Larry" Hankin; Њујорк, Њујорк, 7. децембар 1937), амерички је позоришни, филмски и ТВ глумац.
Средином 1960-их почео је да глуми у филмовима и ТВ серијама, углавном у мањим и епизодним улогама. Играо је улоге у филмовима као што су Бекство из Алкатраза (1979), Згодна жена (1990), Сам у кући (1990). Такође се појавио у телевизијској серији Чиста хемија, у којој је играо лика по имену Џо, који је власник локалног отпада аутомобила. Неколико година касније, вратио се својој улози у дугометражном филму Ел Камино: Чиста хемија филм.